# Lauren Boyle
Lauren Boyle (Nueva Zelanda, 14 de diciembre de 1987) es una nadadora neozelandesa especializada en pruebas de estilo libre, donde consiguió ser subcampeona mundial en 2015 en los 800 metros.

## Carrera deportiva
En el Campeonato Mundial de Natación de 2015 celebrado en Budapest ganó la medalla de plata en los 800 metros estilo libre, con un tiempo de 8:17.65 segundos, tras la estadounidense Katie Ledecky; y también ganó la medalla de plata en los 1500 metros libre, con un tiempo de 15:40.14 segundos, y de nuevo tras la estadounidense Katie Ledecky.